# Николаевка (Песчанокопский район)
Николаевка — село в Песчанокопском районе Ростовской области.
Входит в состав Поливянского сельского поселения.

## История
Село Николаевка основано в 1826 году переселенцами из Полтавской губернии на землях принадлежащих государственной казне. Название селу было дано в честь Императора Российской империи Николая I. Первоначально село именовалось как Николаевское. Располагалось село на открытой местности на речке Сандатёнок.
В 1863 году в селе была построена деревянная церковь в честь Святой Троицы. В селе насчитывалось 570 дворов с 736 домами.
К концу XIX века в селе Николаевском имелось одноклассное училище Министерства народного просвещения и одно церковно-приходское училище.
По существовавшему административно-территориальному устройству село Николаевское входило в состав Медвеженского уезда Ставропольской губернии.
В 1910 году в селе Николаевском насчитывалось до 4 700 жителей.
После Великой Октябрьской социалистической революции в 1917 году, произошли изменения в административно-территориальной устройстве. Так, с июня 1924 года село Николаевское вошло в состав Воронцово-Николаевского района Сальского округа Юго-Востока России, позже Северо-Кавказского края.
После проведённой в 1926 году Всероссийской переписи населения в селе Николаевка насчитывалось 4 446 душ обоего пола, в том числе 2 133 мужского и 2 313 женского пола.
В селе Николаевка был образован Николаевский сельсовет и административно входило в состав Воронцово-Николаевского района (а с августа 1930 года в состав Сальского района) Северо-Кавказского края.
После разделения Северо-Кавказского края в январе 1934 года на Азово-Черноморский и Северо-Кавказский, село Николаевка в составе Сальского района вошло в состав Азово-Черноморского края.
На основании постановления Президиума ВЦИК СССР от 28 декабря 1934 года Николаевский сельсовет и село Николаевка вошли в состав вновь образованного Развиленского района в начале Азово-Черноморского края, а с сентября 1937 года Ростовской области.
После объединения в 1959 году Развиленского и Песчанокопского района в один Развиленский район, который в 1960 году был переименован в Песчанокопский, Николаевка входила в его состав.
В период с марта 1963 года по ноябрь 1965 года, после временного упразднения Песчанокопского района, село Николаевка входило в состав Сальского района. С ноября 1965 года по настоящее время село Николаевка входит в состав Поливянского сельского поселения Песчанокопского района Ростовской области.
В селе имеются неполная средняя общеобразовательная школа №30, детский сад Одуванчик, сельский клуб, фельдшерско-акушерский пункт, аптечный пункт, несколько магазинов.

## Список улиц
Улицы и переулки
| УЛИЦЫ: - 40 лет Победы, - Дружбы, - Кирова, - Мариненко, - Партизанская. | ПЕРЕУЛКИ: - Верхний, - Герой, - Колхозный, - Речной, - Свободный, - Северный, - Центральный, - Чапаева, |

Топографические карты
- Лист карты L-37-71 Песчанокопское. Масштаб: 1 : 100 000. Состояние местности на 1995 год. Издание 1997 г.

## Население
Динамика численности населения
| 1873 | 1909 | 1926 |
| ---- | ---- | ---- |
| 2581 | 5994 | 4446 |

| 1883 | 1884  | 2010 |
| ---- | ----- | ---- |
| 3051 | ↗3200 | ↘884 |

## Известные люди
- Дижа Алексей Алексеевич — полный кавалер ордена Славы.
- Мариненко, Иван Тарасович — Герой Социалистического Труда, в его честь названа улица.

## Достопримечательности
В селе имеется Обелиск и братская могила советских воинов, погибших при освобождении Николаевки в январе 1943 года в период Великой Отечественной войны